# Scyllarus brevicornis
Scyllarus brevicornis är en kräftdjursart som beskrevs av Lipke Bijdeley Holthuis 1946. Scyllarus brevicornis ingår i släktet Scyllarus och familjen Scyllaridae. Inga underarter finns listade i Catalogue of Life.